# Nephelornis oneilli
Nephelornis oneilli là một loài chim trong họ Thraupidae.